# Gunung Punceuk
Gunung Punceuk är ett berg i Indonesien.   Det ligger i provinsen Aceh, i den västra delen av landet, 1 700 km nordväst om huvudstaden Jakarta. Toppen på Gunung Punceuk är 323 meter över havet, eller 124 meter över den omgivande terrängen. Bredden vid basen är 3,2 km.
Terrängen runt Gunung Punceuk är huvudsakligen kuperad, men norrut är den platt.  Trakten runt Gunung Punceuk är nära nog obefolkad, med mindre än två invånare per kvadratkilometer. I omgivningarna runt Gunung Punceuk växer i huvudsak städsegrön lövskog.